# Lee Ki-won
Lee Ki-won, Koreaans: 이기원, (Zuid-Korea, 1956) is een voormalig Zuid-Koreaans professioneel tafeltennisster. Lee is haar achternaam. Haar naam wordt ook wel geschreven als Lee Ki Won.
Zij won drie medailles op de wereldkampioenschappen tafeltennis 1977.

## Belangrijkste resultaten
- WK
  -  Zilver met het team in 1977 in Birmingham.
  -  Brons in het vrouwen dubbelspel in 1977 in Birmingham met Kim Soon-ok.
  -  Brons in het gemengd dubbelspel in 1977 in Birmingham met Lee Sang-kuk.